# Xiu
Xiu (chinês tradicional: 走秀網, chinês simplificado: 走秀网, pinyin: zǒuxiùwǎng) é uma empresa de comércio on-line que opera na República Popular da China. Xiu foi fundada por Ji Wenhong (George Ji) e Jin Huang em março de 2008. O Xiu.com vende produtos de moda de marcas médias e luxuosas, incluindo sapatos, bolsas, enfeites, cosméticos e decoração de casa. O Xiu.com possui compradores em Nova Iorque, Los Angeles, Miami, Austrália, Paris, Londres, Itália, Coreia, Hong Kong e Japão.

## Financiamento e investimentos
Em abril de 2011, a KPCB investiu vinte milhões de dólares no Xiu.com.
Em agosto de 2011, o xiu.com levantou cem milhões de dólares em financiamento conjunto do fundo de private equity Warburg Pincus, dos Estados Unidos, e do capitalista de risco KPCB. Esse foi o maior dinheiro da rodada B levantado no setor de comércio eletrônico chinês e garantiu à Xiu.com a primeira posição no setor de moda de comércio eletrônico da China.